# Sant Feliu Sasserra
Sant Feliu Sasserra – gmina w Hiszpanii, w prowincji Barcelona, w Katalonii, o powierzchni 23,03 km². W 2011 roku gmina liczyła 660 mieszkańców.